# Резач (придворна длъжност)
Резач (на латински: structor mensae, incisor; на полски: krajczy; на руски: кравчий, крайчий или кравчей; на английски: carver; на немски: Tafelvorschneider) e дворцов чиновник, първоначално отговорен за рязането на ястия на кралската трапеза по време на официални и кралски вечери, по-късно почетна титла.
Днес титлата съществува, например, в Обединеното кралство.

## Старополски чин
Чинът резач се появява в Полша в края на Средновековието. Резачът е бил помощник столника, помагайки му да подреди масата. Главната му задача по време на празненства обаче е била да нарязва ястията, да ги опитва и да ги поднася на владетеля.
Първото споменаване на резач датира от 1412 г. Първоначално това не е била постоянна длъжност, а по-скоро функция, предоставяна инцидентно на различни лица. В началото на XVI век е имало случаи, в които двама резачи да са работили под ръководството на един монарх, понякога разграничавани като коронен резач и придворен резач .
С течение на времето като централен дворцов чин в Полша се оформил Великият коронен резач, а във Великото литовско княжество – Великият литовски резач. Първият известен литовски резач бил Федко Хомич, резач на великия княз Свидригайло през 1446 г.
За много от магнатите заемането на чина Велик коронен резач било начало на държавната им кариера.
Съществувал е и отделен резач на кралицата – по същество частна длъжност в двора на кралицата, невключен в държавната йерархия. Аналогични длъжности на резачи са съществували в дворовете на князете и магнатите.
Във Великото литовски княжество е имало и земски резач – земски (т.е. областен) чин в края на йерархията на земските чинове, която не присъства в йерархичната стълбица в Короната.

### Титли от бащи и съпрузи
Децата на резачите имали право на титлите, носени от бащите им. За синовете това бил титулът крайчиц, а за дъщерите – крайчанка. Съпругите имали право на титлата, произлизаща от съпрузите им – крайчина.

## Руски чин
Резач (на руски: крайчий, кравчий) е бил придворна длъжност в Руското царство, въведена по времето на Великото московско княжество, вероятно в края на XV век, въпреки че първото споменаване на резачи в Московската държава датира от 1514 г. Както и в Полша, той помагал на владетеля на трапезата, заедно със столниците. Неговите задължения включвали също надзор върху сервирането на храна и напитки, а по празници изпращане на ястия от господарската маса до домовете на болярите. Той отговарял за трапезата и здравето на владетеля, както и за всички храни, напитки и сервиране на масата (покривки, кърпи и др.).
Длъжността резач обикновено се давала на роднини и сватосани сцаря. Този чин, считан за много почетен, се заемал не повече от пет години. В йерархията по важност резачите били след околниците и преди столниците. Длъжността резач не можела да се комбинира с по-висшите чинове – околник, дворянин и болярин.
Резачите заедно с длъжността обикновено получавали град Гороховец като служебно имение. Понякога те можели да получават и постоянен доход.
Длъжността резач не се появява в Таблицата на ранговете на Петър I. На мястото на тази длъжност била въведена длъжността обер-шенк. Последният руски резач бил Кирил Алексеевич Наришкин.